# 魔法使い

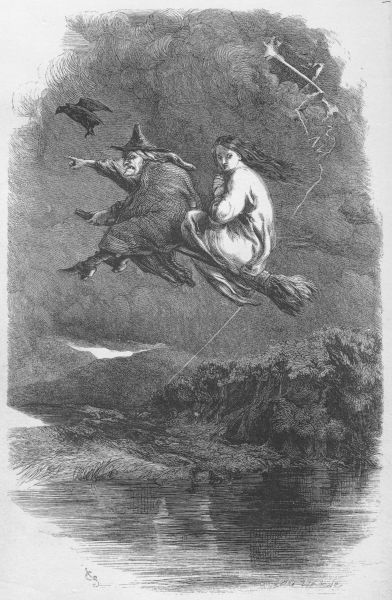
ほうきに乗って空を飛ぶ魔法使い（左）。魔女とも魔術師とも呼ばれる。

魔法使い（まほうつかい）とは、魔術、妖術、幻術などを使う者たちの総称である。
民話、神話にしばしば登場し、幻想文学、ゲームなどのフィクションでも素材として用いられる。歴史上の魔法使いについては、魔術師の一覧を参照。

## 語義
日本語の「魔法使い」という語は、英語では次のような様々な意味を含んでおり、英語の用語のそれぞれを日本語で厳密に定義することは難しい。
- magic user（マジック・ユーザー）
- enchanter（エンチャンター）
- enchantress（エンチャントレス）
- mage（メイジ）
- magician（マジシャン）
- wizard（ウィザード）
- witch（ウィッチ）
- sorcerer（ソーサラー）
- sorceress（ソーサレス）
- warlock（ワーロック）

一般的な訳語としては、魔術師は「wizard」、魔女は「witch」とされる。
魔法使いのうちでも、とくに賢明で思慮深く、魔法を正義及び善なる事のために使う者を「魔術師」（ウィザード、wizard）といい、「賢者」（ワイズマン、wise man）と同義であるとする作品もある。また日本語に翻訳した作品によっては訳者独自の訳語をたて、独立して自らの意思で魔法を使う者や導師的立場の者を「魔導師」、王侯などの命令で魔法を使う者や修行中の者を「魔導士」「魔道士」（団精二の訳語）というように表記を使い分けているものもある。

## 民話や創作での描かれ方
魔法使いは、主人公の援助者として、あるいは敵対者として民話や童話にしばしば登場する。特定の名前は与えられていない事が多い。シンデレラでは、典型的な主人公を援助する役割として、ヘンゼルとグレーテルでは、典型的な敵役として登場している。元型としては前者はオールドワイズマン（老賢者）やトリックスター、後者はグレートマザー（太母）があてはまる。白雪姫や眠りの森の美女などのように、敵としても味方としても物語に登場する話も数多い。人魚姫のように、敵とも味方とも付かない役割を演じることもあるが、いずれにせよ人知を超えた力をもつため、物語の転換地点で大きな役割を果たすことが多い。
ファンタジー（幻想文学）等の架空世界の設定では、魔法使いは非力であるとされることが多い。これには、魔法の習得には膨大な時間が必要となるため、高名な魔法使いは結果として必然的に年老いているという考え方や、また学究的な人物は身体的修練に時間を割いていないといった説明がなされている。しかしながら、魔法使いであると同時に剣士でもあるという例外も多く、例えばベルガリアード物語に登場するベルガリオンやドラゴンクエストシリーズの勇者のように主人公になることもある。ゲームの場合ならば、万能のキャラクターを登場させてゲームバランスを崩すわけにいかないという現実的な理由から魔法使いを非力に設定することも多い。この場合魔法戦士、乃至は魔法剣士というキャラクターを認めるにせよ、強くなりすぎないように何らかの形で制限が加えられることが多い。主に魔法戦士、魔法剣士はいわゆる「器用貧乏」な（＝何でも出来る代わりに、仲間達の誰も及ばない秀でた技がない）キャラクターとして扱われる。

## 現実の魔法使い
手品師が「魔法使い」と呼ばれたり自称することがある。
クライストチャーチでは魔法使いを自称していたイアン・ブラッケンベリー・チャンネルが観光客に人気となっていたことから、「公認魔法使い」として任命し、後にニュージーランド政府も公認した

## 魔法使いの一覧

### 神話・伝説の魔法使い（魔術師）（魔女）
- ソロモン
- ヘルメス・トリスメギストス
- メルキゼデク
- アロン
- シモン・マグス
- マーリン
- ワイナミョイネン
- ロウヒ
- サタナ
- エンヘドゥアンナ
- オスタネス(英語版) - 彼はオリエント魔術界における最大の存在である。
- ジェディ(en:Dedi)
- キルケー
- パーシパエー
- メーデイア
- アグラオニケ
- モーガン・ル・フェイ
- ヴォルヴァ
- グローア
- スクルド
- ブスラ(魔女)(英語版)
- カスバド
- ロジェスティラ
- アルチーナ
- モージ
- クドラク
- バーバ・ヤーガ
- ラドカーン
- スーザン(魔女)(英語版) - susan rameshgar。アフラースィヤーブの直属の部下。
- アーキメイゴー(英語版) - 叙事詩「妖精の女王」に登場する邪悪な大魔術師。

- イムホテプ - 古代エジプトの神官・宰相、死後は「知恵、医術と魔法の神」として神格化。アッシリアの魔術師との決闘などの伝説が残る。
- カエムワセト - 古代エジプトの王子・神官・考古学者・魔術師。
- アマーギン（英語版） - アイルランドの伝説『古老たちの語らい』の5大詩人の一人。最古の詩人にして、預言者。魔法使いともされる。
- ヴォルフ(ヴォルフ・フセスラーヴィエヴィチ Volkh Vseslavich、ブィリーナ#ブィリーナの主人公たち、フセスラフ・ブリャチスラヴィチ#ブィリーナへの影響、en:Vseslav of Polotsk#Volkh Vseslavich/Volga Sviatoslavich and Vseslav of Polotskを参照)
- カリオストロ
- サンジェルマン伯爵
- グンヒルド・ゴームズダター（英語版）

## 東亜の仙術士、呪術者、幻術使い
- 彭祖
- 太公望
- 呂洞賓
- 首露王
- 徐福
- 張道陵
- 左慈
- 張角
- 卑弥呼
- 黄初平
- 久米仙人
- 役小角
- 安倍晴明
- 蘆屋道満
- 鬼一法眼
- 公孫勝
- 果心居士

## 架空の魔法使い
Category:架空の魔術師を参照。

## 歴史上の魔法使い
魔術師の一覧を参照。